# Ullån
Ullån is een plaats in de gemeente Åre in het landschap Jämtland en de provincie Jämtlands län in Zweden. De plaats heeft 182 inwoners (2005) en een oppervlakte van 16 hectare. De plaats ligt net ten westen van de plaats Åre.